# اینم از پول
اینم از پول (انگلیسی: Here Comes the Boom) فیلمی در ژانر کمدی و رزمی به کارگردانی فرانک کوراکی است که در سال ۲۰۱۲ منتشر شد. از بازیگران آن می‌توان به هنری وینکلر و سلما هایک اشاره کرد.

## خلاصه داستان
یک معلم زیست‌شناسی دبیرستان به دنبال آن است تا برای جلوگیری از قطع شدن فعالیت‌های تحصیلی فوق برنامه مدرسه که با مشکل بودجه مواجه است، به یک مبارز موفق در مسابقات رزمی تبدیل شود، اما…